# Yifat Shasha-Biton
Pour les articles homonymes, voir Shasha et Biton (homonymie).
Yifat Shasha-Biton (hébreu : יִפְעָת שָׁאשָׁא־בִּיטוֹן, né le 23 mai 1973) est une éducatrice et personnalité politique israélienne. Elle est élue à la vingt-quatrième Knesset pour un Nouvel Espoir, après avoir été députée de Koulanou et du Likoud. Elle occupe le poste de ministre de la Construction et du Logement de 2019 à 2020.

## Biographie

### Enfance et éducation
Shasha-Biton est née à Kiryat Shmona en 1973 de Rachel, une infirmière née au Maroc et de Moshe David, propriétaire d'une entreprise de transport né en Irak. Elle fréquente la Danciger Comprehensive School à Kiryat Shmona.
En 2002, elle obtient son doctorat d'éducation à l'université de Haïfa, ayant obtenu une licence et une maîtrise en éducation dans le même établissement. Elle rédige sa thèse sur l'influence de l'éducation sur la façon dont les étudiants israéliens et palestiniens « comprennent le concept de paix ».

### Carrière politique
En 2008, elle se présente à la mairie de Kiryat Shmona et est nommée adjointe au maire et chef du département de l'éducation et de la jeunesse au conseil municipal. Lors des élections locales de 2013, elle est élue au conseil municipal. Avant les élections de 2015, elle rejoint le nouveau parti Koulanou et est classée septième sur sa liste. Elle est élue à la Knesset puisque le parti remporte dix sièges.
Après avoir été élue à la 20e Knesset, Shasha-Biton devient présidente du Comité spécial pour les droits de l'enfant, qui s'occupe de la garde et de l'encadrement préscolaire, des emplois d'été des jeunes, de l'adoption, de la violence à l'école et de l'exploitation sexuelle des enfants.
En janvier 2019, Shasha-Biton est nommée ministre de la Construction et du Logement après que son collègue de Koulanou, Yoav Galant, quitte le parti et change de portefeuille. Elle est placée troisième sur la liste de Koulanou pour les élections d'avril 2019 et est réélue puisque le parti remporte quatre sièges. Le parti fusionne ensuite avec le Likoud et elle est réélue sur la liste lors des élections de septembre 2019. En janvier 2020, elle est nommée ministre du Travail, de la Protection sociale et des Services sociaux, mais sa nomination est suspendue. Lorsqu'un nouveau gouvernement est formé en mai 2020, elle n'est pas incluse dans le nouveau cabinet. Elle occupe le poste de présidente de la commission du Coronavirus à la Knesset.

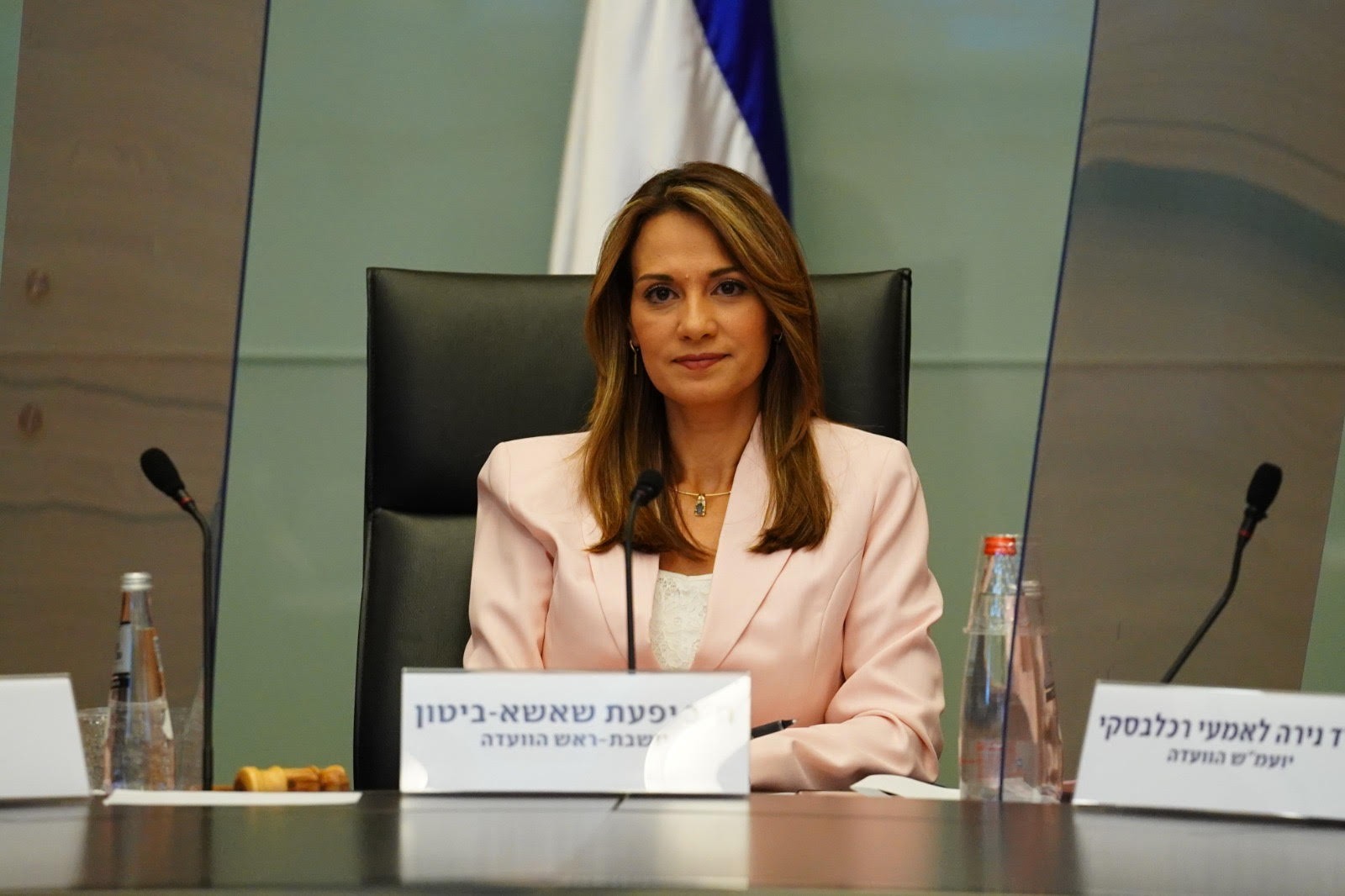
Yifat Shasha-Biton, présidente de la commission Covid-19 de la 23e Knesset.

Le 13 juillet 2020, elle vote pour annuler la décision du gouvernement de fermer les piscines et les gymnases en raison des craintes de contagion de la pandémie de COVID-19. Channel 12 rapporte que le Whip de la coalition du Likoud, Miki Zohar, lui aurait annoncé qu'elle serait remplacée au poste de présidente de la commission. Cependant, le député du Likoud Gideon Saar lui exprime son soutien et déclare que les décisions concernant les fermetures devraient être prises sur la base de données et non à cause de menaces.
En décembre 2020, elle annonce qu'elle rejoint le nouveau parti de Gideon Saar, Nouvel Espoir. Elle est placée deuxième sur la liste pour les élections de mars 2021 et conserve son siège à la Knesset alors que Nouvel Espoir remporte six sièges.
Le 13 juin 2021, elle est nommée ministre de l'Éducation dans le trente-sixième gouvernement d'Israël. Lors d'une cérémonie, le 14 juin 2021, elle annonce qu'elle souhaite mettre en œuvre des changements dans la semaine scolaire afin que les élèves du secondaire étudient cinq jours par semaine, au lieu de six, et que les élèves du primaire étudient également cinq jours par semaine mais avec des cours d'enrichissement le vendredi.
La ministre évoque également qu'elle donnerait plus d'autonomie aux directeurs d'école, de faire progresser les droits des enseignants et réduire le nombre d'examens de fin d'études. Shasha-Biton a déclaré que le changement proposé prendrait du temps à se mettre en œuvre.
Le 12 octobre 2023, à la suite de l'accord conclu entre le Premier ministre Benyamin Netanyahou et Benny Gantz pour la formation d'un cabinet d'unité nationale, elle est nommée ministre sans portefeuille dans le gouvernement.